# أرون راسيل
أرون راسيل (بالإنجليزية: Aaron Russell) (و. 1993  م) هو لاعب كرة طائرة، من الولايات المتحدة، ولد في بالتيمور، ماريلاند، شارك في الكرة الطائرة في الألعاب الأولمبية الصيفية 2016، يلعب كضارب خارجي ‏.

## التعليم
تعلم في جامعة ولاية بنسلفانيا (2011–2015)، وCentennial High School (Maryland) ‏.

## روابط خارجية
- أرون راسيل على موقع الاتحاد الأوروبي (الإنجليزية)
- أرون راسيل على موقع دوري الدرجة الأولى الإيطالي للكرة الطائرة - رجال (الإيطالية)
- أرون راسيل على موقع الدوري الياباني (رجال) (اليابانية)
- أرون راسيل على موقع اللجنة الأولمبية الدولية (الإنجليزية)
- أرون راسيل على موقع أوليمبيديا (الإنجليزية)
- أرون راسيل على موقع اللجنة الأولمبية والبارالمبية الأمريكية (الإنجليزية)